# Наньшань (гори)
Наньша́нь (кит.: 南山) — гірська система в Китаї, розташована між Цайдамською котловиною на півдні та пустелею Алашань на півночі.

## Назва
Наньшань у перекладі з китайської означає «південні гори» (на південь від коридору Хесі у Ганьсу). Вони розташовані на північно-східній окраїні Куньлуню. На противагу Наньшаню є назва нагір'я Бейшань — «північні гори», які розташовані біля східного краю Тянь-Шаню.

## Фізико-географічна характеристика
Наньшань розкинувся з північного заходу на південний схід на 800 км. Ширина гірської системи сягає 320 км. Наньшань складається з декількох субпаралельних хребтів, розділених поздовжніми долинами. Гірські хребти: Ціляньшань (включає Тулайшань (托来山), Тулайнаньшань (托来南山), Шуленаньшань, Улан-Дабан, Дакен-Дабан), Цінхайнаньшань, Даюйлін. Хребти складені переважно пісковиком, сланцями, вапняками. Часто зустрічаються прояви карсту. Північні хребти Наньшаню здіймаються над пустелею Алашань приблизно на 4500 м. Водночас південні схили не піднімаються вище 1500 м. Південні відроги Наньшаню часто відходять від основного простягання гірської системи та утворюють ряди коротких кряжів.
У центрі Наньшаню лежить високогірне озеро Кара-Нур, а на південному сході — найбільше гірське озеро Центральної Азії — Кукунор (Цинхай).
Клімат Наньшаню різкоконтинентальний, однак у порівнянні з навколишніми пустелями більш вологий. Це переважно стосується східних схилів де відчутний вплив тихоокеанських мусонів. На північному заході і в центрі переважає північно-західний переніс повітряних мас. Опади зазвичай бувають у вигляді снігу.
Кількість опадів в передгір'ях не перевищує 300 мм на рік. У високогірних районах — від 400 мм на заході до 700 мм на сході. Снігова лінія знижується із заходу на схід від 5200 до 4200 м. У Наньшані нараховують 2859 льодовиків загальною площею 1972,5 км². Льодовики здебільшого розташовані на північних схилах хребтів. Переважають льодовики 1—2 км завдовжки. Найдовший льодовик — Лаохугоу площею 21,9 км² та довжиною 10,1 км. А найбільший за площею льодовик Наньшаню розташований на східному схилі хребта Тергун-Дабан. Це льодовик плоскої вершини Данде 5290 м, його площа 57,1 км².
Більша частина Наньшаню належить до області внутрішнього стоку Центральної Азії, південно-східні райони — до басейну річки Хуанхе. Найбільші річки: Сулехе, Жошуй, Бухин-Гол повноводні весною та літом. На заході системи до висоти 3000 м переважають гірські пустелі та степи, вище альпійські луки та тундра. Після 4000 м починається нівальний пояс.
На сході Наньшаню — лісостеп і ялинові ліси, вище 3000 м — криволісся, високотравні субальпійські й альпійські луки, гірська тундра. На північних схилах хребтів висотна зональність ландшафтів проявляється краще ніж на південних.